# Barranco de Ijuana
El Barranco de Ijuana o Ujana es un barranco de la vertiente oriental del macizo de Anaga situado en la cuenca hidrográfica o valle homónimo, en la isla de Tenerife (Canarias, España).
Administrativamente pertenece al municipio de Santa Cruz de Tenerife, estando todo su recorrido incluido en los espacios protegidos del parque rural de Anaga y de la reserva natural integral de Ijuana.
Nace a 816 m s. n. m. en las cumbres de Anaga, en la Hoya de Ijuana, y desemboca en la playa del mismo nombre después de recorrer 7 km y de recibir el aporte de numerosos barranquillos, destacando el Barranco de los Tabordos.
Presenta a lo largo de su recorrido ecosistemas canarios bien conservados, desde bosques de laurisilva hasta extensos cardonales-tabaibales, lo que le valió la declaración de reserva natural integral conjuntamente con los barrancos de Anosma y del Palmital en 1994.
En el interfluvio de esta barranco con el Valle de Igueste se localiza el caserío de Las Casillas.
La Playa de Ijuana, situada junto a la desembocadura del barranco, es una pequeña cala de apenas 100 m compuesta por arena volcánica de color negro y callaos. Sólo se puede llegar a ella a pie o en barco.